# Niedobczyce (gromada)
Niedobczyce – dawna gromada, czyli najmniejsza jednostka podziału terytorialnego Polskiej Rzeczypospolitej Ludowej w latach 1954–1972.
Gromady, z gromadzkimi radami narodowymi (GRN) jako organami władzy najniższego stopnia na wsi, funkcjonowały od reformy reorganizującej administrację wiejską przeprowadzonej jesienią 1954 do momentu ich zniesienia z dniem 1 stycznia 1973, tym samym wypierając organizację gminną w latach 1954–1972.
Groamda Niedobczyce z siedzibą GRN w Niedobczycach (obecnie w granicach Rybnika) utworzono – jako jedną z 8759 gromad na obszarze Polski – w powiecie rybnickim w woj. stalinogrodzkim, na mocy uchwały nr 22/54 WRN w Stalinogrodzie z dnia 5 października 1954. W skład jednostki wszedł obszar zniesionej gminy Niedobczyce w tymże powiecie.
13 listopada 1954 gromadę Niedobczyce zniesiono w związku z nadaniem jej statusu miasta, dla którego ustalono 50 członków miejskiej rady narodowej
27 maja 1975 miasto włączono do Rybnika.